# Lake City (Minnesota)
Lake City es una pequeña ciudad  de Estados Unidos ubicada a orillas del lago Pepin —un ensanchamiento natural del río Misisipi—, en el condado de Wabasha en el estado   de Minnesota. En el Censo de 2010 tenía una población de 5063 habitantes y una densidad poblacional de 428,41 personas por km².

## Geografía
Lake City se encuentra ubicada en las coordenadas 44°26′45″N 92°16′51″O / 44.44583, -92.28083. Según la Oficina del Censo de los Estados Unidos, Lake City tiene una superficie total de 11.82 km², de la cual 11.66 km² corresponden a tierra firme y (1.34%) 0.16 km² es agua.

## Demografía
Según el censo de 2010, había 5063 personas residiendo en Lake City. La densidad de población era de 428,41 hab./km². De los 5063 habitantes, Lake City estaba compuesto por el 95.34% blancos, el 0.51% eran afroamericanos, el 0.28% eran amerindios, el 0.85% eran asiáticos, el 0% eran isleños del Pacífico, el 1.3% eran de otras razas y el 1.72% pertenecían a dos o más razas. Del total de la población el 3.24% eran hispanos o latinos de cualquier raza.